# Michel Weyland
Michel Weyland (* 19. August 1947 in Brüssel) ist ein belgischer Comiczeichner.

## Werdegang
Michel Weyland absolvierte zunächst ein Studium am Institut Saint-Luc in Brüssel. Während seiner letzten Studienjahre veröffentlichte er mit Stéréo-Land eine humoristische Serie in Tintin. In den nächsten zehn Jahren war er in anderen Bereichen tätig, darunter als Retuschierer in einer Druckerei.
Schließlich entschloss sich Michel Weyland, seinen Lebensunterhalt endgültig mit dem Comiczeichnen zu verdienen. Nach mehreren Kurzgeschichten, die in Tintin erschienen, entwickelte er die Serie Aria, die er bis heute betreut.

## Werke
- Stéréo-Land (1968–1969)
- Aria (seit 1980)
- Yvanaelle (1988)